# Groovies' Greatest Grooves
Groovies' Greatest Grooves, sorti en 1989, est une compilation du groupe de rock américain The Flamin' Groovies.

## Titres
1. Shake Some Action (Cyril Jordan, Chris Wilson) - 4:30
2. Teenage Head (Roy Loney, Cyril Jordan) - 2:49
3. Slow Death (Cyril Jordan, Roy Loney) - 4:21
4. Tallahassee Lassie (Slay, Crewe, Picariello) - 2:19
5. Yeah My Baby (Cyril Jordan, Chris Wilson, Dave Edmunds) - 3:54
6. Yes It's True (Cyril Jordan, Chris Wilson) - 2:29
7. First Plane Home (Cyril Jordan, Chris Wilson) - 3:49
8. In The USA (Cyril Jordan, Chris Wilson) - 3:18
9. Between The Lines (Cyril Jordan, Chris Wilson) - 4:12
10. Don't Lie To Me (Hudson Whittaker, Chuck Berry) - 2:27
11. You Tore Me Down (Cyril Jordan, Chris Wilson) - 2:47
12. I'll Cry Alone (Cyril Jordan, Chris Wilson) - 2:13
13. Please Please Girl (Cyril Jordan, Chris Wilson) - 2:01
14. Down Down Down (Burton) - 2:37
15. Yes I Am (Cyril Jordan, Chris Wilson) - 2:25
16. Teenage Confidential (Cyril Jordan, Chris Wilson) - 2:44
17. I Can't Hide (Cyril Jordan, Chris Wilson) - 3:12
18. Absolutely Sweet Mary (Bob Dylan) - 3:13
19. Don't Put Me On (Cyril Jordan, Chris Wilson) - 4:08
20. I Saw Her (Cyril Jordan, Willhelm, Hunter) - 2:38
21. All I Wanted (Cyril Jordan, Chris Wilson) - 3:01
22. Jumpin' In The Night (Cyril Jordan, Chris Wilson) - 3:23
23. There's a Place (John Lennon, Paul McCartney) - 1:51
24. River Deep Mountain High (Phil Spector, Ellie Greenwich, Jeff Barry) - 4:00